# Arroyo Ramón
El arroyo Ramón es un curso de agua ubicado en la provincia de Misiones, Argentina que desagua en el río Uruguay.
El mismo nace en la sierra de Misiones, entre las ciudades de Oberá y Campo Ramón, en el departamento de Oberá y que con rumbo sureste se dirige hasta desembocar en el río Uruguay aguas arriba de la ciudad de Panambí. Su principal afluente es el arroyo Carrillo Viejo.

## Galería de imágenes

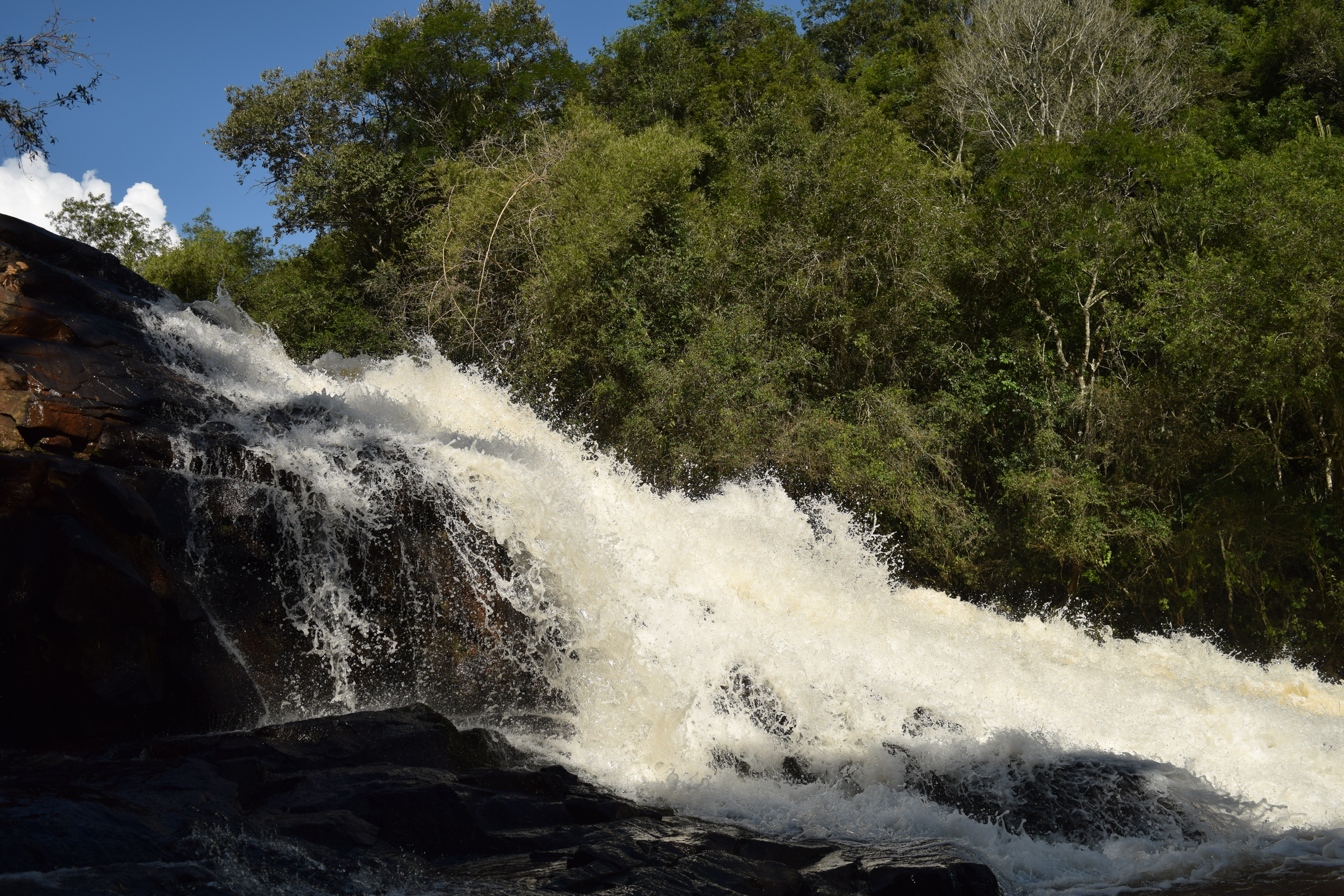
Las Cascada, en cercanías de Campo Ramón.
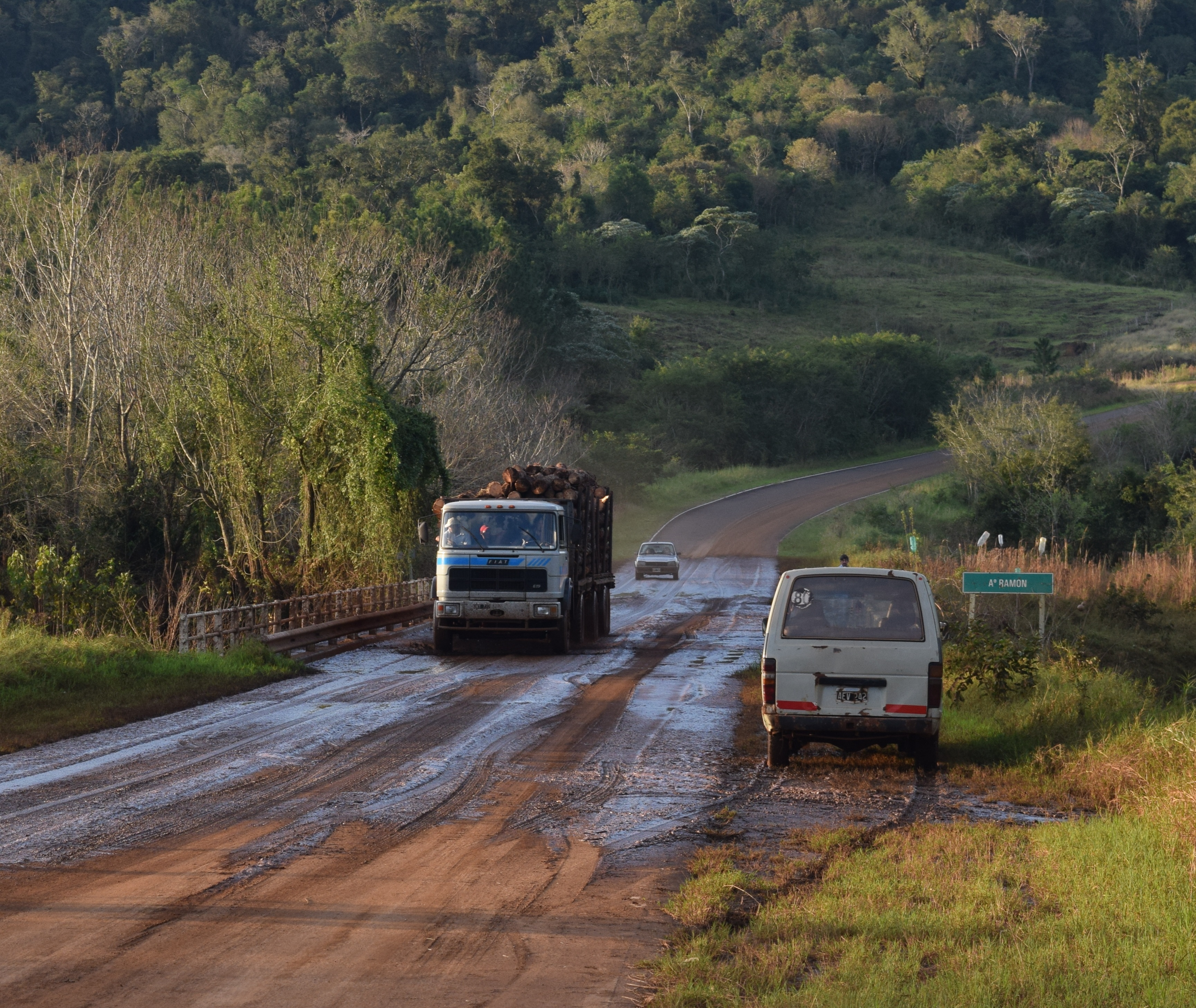
Puente sobre el arroyo Ramón antes de su desembocadura.

- Datos: Q5705874